# Réservoir Tianping
Le réservoir Tianping (chinois simplifié : 田坪水库 ; chinois traditionnel : 田坪水庫 ; pinyin : Tiánpíng Shuǐkù), aussi connu comme le lac Qingshan (青山湖), est un grand réservoir situé dans la partie ouest de Ningxiang, dans le Hunan, en Chine,. C'est la plus grande étendue d'eau de Ningxiang et le deuxième plus grand réservoir de Ningxiang. Le réservoir est la source de la rivière Wei.
Créé par la construction de barrages sur de petites rivières, le réservoir Tianping a une superficie de 4,2 km2 et une capacité de 4 416 m3.

## Histoire
Dans les années 1970, Yang Shifang (杨世芳), chef du gouvernement populaire de Ningxiang, prévoyait de construire un réservoir pour l'irrigation, le contrôle des crues, la production d'électricité et la pisciculture. En raison de la pauvreté, le gouvernement a mobilisé les masses et utilisé une grande quantité de ressources humaines pour achever la construction plutôt que d'utiliser du matériel de construction lourd.